# Ian Tattersall

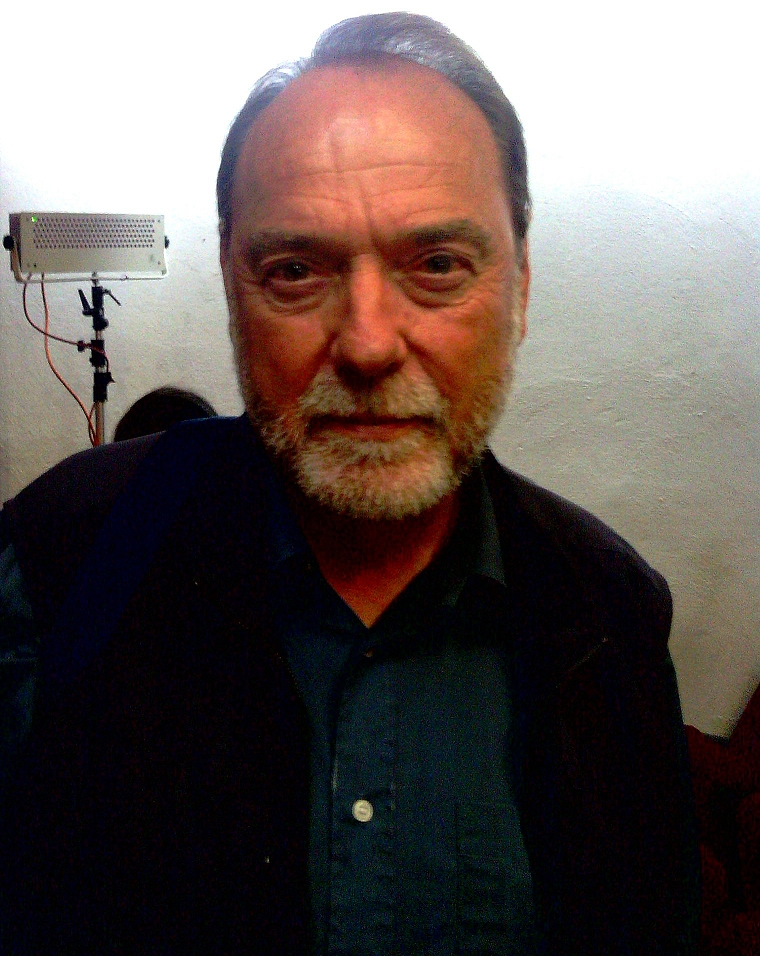

Ian Tattersall (nacido en 1945) es un paleoantropólogo y conservador en el Museo Estadounidense de Historia Natural. Tattersall consiguió su doctorado en la Universidad Yale en 1971. Además de en paleoantropología, Tattersall ha trabajado extensamente con lémures.

## Investigación
Sus áreas de investigación son la paleoantropología, la biología evolutiva y la teoría de la evolución. Se dedica, además, al análisis de los registros que contienen los fósiles humanos, al estudio de los lémures de Madagascar y a investigar el origen de la cognición humana. Es conocido por haber planteado que la evolución humana no se produjo de manera lineal, sino que convivieron alrededor de 20 especies de homínidos en un proceso de experimentación evolutiva, con nuevas especies generándose y fracasando de manera constante.

## Obras selectas
- "Los Señores de la Tierra: la búsqueda de nuestros orígenes humanos" Traducción: David León Gómez, Pasado Presente, 2012,  (Masters of the Planet, The Search of Our Human Origins), Palgrave Macmillan, 2012
- El mono en el espejo: Ensayo de la ciencia de lo que nos hace humanos (The Monkey in the Mirror: Essays on the Science of What Makes Us Human), Harvest Books, 2003, ISBN 0-156-02706-2
- Paleoantropología: El último medio siglo (Paleoanthropology: The Last Half-Century), Evolutionary Anthropology 9, no. 1 (2000): 2-16.
- Humanos extintos (Extinct Humans), I. Tattersall & J. Schwartz. Boulder, Colorado: Westview Press, 2000.
- La barbilla humana revisada: ¿Qué es y de quién es? (The Human Chin Revisited: What Is It and Who Has It?), Journal of Human Evolution 38 (2000): 367-409.
- Homínidos e híbridos: El lugar de los Neandertales en la evolución humana (Hominids and Hybrids: The Place of Neanderthals in Human Evolution), I. Tattersall & J. Schwartz, Proceedings of the National Academy of Science, U.S.A. 96 (1999): 7117-7119.
- Hacia el ser humano: La singularidad del hombre y la evolución (Becoming Human: Evolution and Human Uniqueness), New York: Harcourt Brace, 1998.
- El último Neandertal: Amanecer, éxito y misteriosa extinción de nuestros parientes más cercanos (The Last Neanderthal: The Rise, Success, and Mysterious Extinction of Our Closest Human Relative), New York: Macmillan, 1995 (republished by Westview Press, 1999).
- El rastro fósil: Como sabemos que pensamos que sabemos de evolución humana (The Fossil Trail: How We Know What We Think We Know About Human Evolution), New York: Oxford University Press, 1995.
- Los primates de Madagascar (The Primates of Madagascar), New York: Columbia University Press, 1982.